# Anna Seebacher
Anna Roswitha Seebacher (* 9. März 1994) ist eine ehemalige österreichische Skilangläuferin.

## Werdegang
Seebacher, die für den SC Sparkasse Radstadt-Salzburg startet, lief im März 2011 in Ramsau am Dachstein erstmals im Alpencup und belegte dabei den 46. Platz über 5 km Freistil. Bei den Nordischen Junioren-Skiweltmeisterschaften 2012 in Erzurum errang sie den 32. Platz im Sprint, den 31. Platz im Skiathlon und den siebten Platz mit der Staffel. Im folgenden Jahr kam sie bei den Nordischen Junioren-Skiweltmeisterschaften 2013 in Liberec auf den 41. Platz über 5 km Freistil, auf den 39. Platz im Skiathlon und auf den fünften Platz mit der Staffel. Bei den Nordischen Junioren-Skiweltmeisterschaften 2014 im Fleimstal gelang ihr der 45. Platz über 5 km klassisch, der 43. Rang im Skiathlon und der 11. Platz mit der Staffel. Im März 2014 siegte sie bei den österreichischen Meisterschaften in Ramsau am Dachstein mit der Staffel von SC Sparkasse Radstadt-Salzburg. Im folgenden Jahr wurde sie bei den österreichischen Meisterschaften jeweils Dritte über 15 km und im Sprint und Zweite über 5 km. Zudem wurde sie österreichische Meisterin in der Verfolgung. Bei den U23-Weltmeisterschaften 2015 in Almaty belegte sie den 38. Platz im Sprint und den 37. Rang über 10 km Freistil. Nach Platz zwei über 10 km Freistil beim Alpencup in Valdidentro zu Beginn der Saison 2016/17 errang sie Januar 2017 bei den österreichischen Meisterschaften in Ramsau am Dachstein den zweiten Platz in der Verfolgung und den ersten Rang über 10 km. Bei den U23-Weltmeisterschaften 2017 in Soldier Hollow kam sie auf den 20. Platz im Skiathlon und auf den 15. Platz über 10 km Freistil. Beim Saisonhöhepunkt, den Nordischen Skiweltmeisterschaften 2017 in Lahti, erreichte sie den 49. Platz über 10 km klassisch und den 16. Platz zusammen mit Lisa Unterweger im Teamsprint. Im folgenden Jahr wurde sie österreichische Meisterin im Skiathlon und über 10 km und lief bei den Olympischen Winterspielen 2018 in Pyeongchang auf den 61. Platz über 10 km Freistil. Am 8. Oktober 2018 beendete sie ihre aktive Karriere.

## Erfolge

### Siege bei Skimarathon-Rennen
- 2020 Dolomitenlauf, 42 km Freistil

### Medaillen bei nationalen Meisterschaften
- 2014: Gold mit der Staffel
- 2015: Gold in der Verfolgung, Silber über 5 km, Bronze über 15 km, Bronze im Sprint
- 2016: Silber über 6,5 km Skiroller
- 2017: Gold über 10 km, Silber in der Verfolgung, Bronze über 15 km, Bronze im Sprint
- 2018: Gold über 10 km, Gold im Skiathlon, Silber über 15 km